# Hirschfeld (Hunsrück)
Pour les articles homonymes, voir Hirschfeld.
Hirschfeld (Hunsrück) est une municipalité du Verbandsgemeinde Kirchberg, dans l'arrondissement de Rhin-Hunsrück, en Rhénanie-Palatinat, dans l'ouest de l'Allemagne.